# Rio Broşteni
O Rio Broşteni é um rio da Romênia afluente do Rio Bistriţa, localizado no distrito de Suceava.